# Мадан-е-Санґруд
Мадан-е-Санґруд (перс. معدن سنگرود) — село в Ірані, у дегестані Джіранде, у бахші Амарлу, шагрестані Рудбар остану Ґілян. За даними перепису 2006 року, його населення становило 352 особи, що проживали у складі 92 сімей.

## Клімат
Середня річна температура становить 14,78 °C, середня максимальна – 30,98 °C, а середня мінімальна – -3,49 °C. Середня річна кількість опадів – 444 мм.
| Клімат поселення                              | Клімат поселення | Клімат поселення | Клімат поселення | Клімат поселення | Клімат поселення | Клімат поселення | Клімат поселення | Клімат поселення | Клімат поселення | Клімат поселення | Клімат поселення | Клімат поселення | Клімат поселення |
| Показник                                      | Січ.             | Лют.             | Бер.             | Квіт.            | Трав.            | Черв.            | Лип.             | Серп.            | Вер.             | Жовт.            | Лист.            | Груд.            |                  |
| Середній максимум, °C                         | 12,54            | 12,80            | 15,25            | 21,76            | 25,72            | 30,80            | 30,97            | 30,98            | 26,76            | 21,85            | 16,60            | 11,09            |                  |
| Середня температура, °C                       | 4,53             | 4,79             | 7,25             | 13,75            | 17,71            | 22,79            | 25,67            | 25,69            | 21,48            | 16,56            | 11,32            | 5,80             |                  |
| Середній мінімум, °C                          | −3,49            | −3,22            | −0,77            | 5,73             | 9,69             | 14,78            | 20,38            | 20,42            | 16,18            | 11,27            | 6,04             | 0,52             |                  |
| Норма опадів, мм                              | 42               | 39               | 67               | 57               | 27               | 9                | 11               | 12               | 17               | 39               | 56               | 68               |                  |
| Середньомісячна швидкість вітру, м/с          | 2.03             | 2.57             | 2.85             | 2.98             | 2.88             | 2.95             | 3.13             | 2.88             | 2.45             | 2.24             | 1.96             | 2.03             |                  |
| Середньомісячна сонячна радіація, кДж/м²·день | 7610             | 9943             | 12280            | 16508            | 20803            | 24371            | 24759            | 21668            | 17846            | 12415            | 9268             | 7332             |                  |
| --------------------------------------------- | ---------------- | ---------------- | ---------------- | ---------------- | ---------------- | ---------------- | ---------------- | ---------------- | ---------------- | ---------------- | ---------------- | ---------------- | ---------------- |
| Джерело:                                      |                  |                  |                  |                  |                  |                  |                  |                  |                  |                  |                  |                  |                  |